# 卡斯特里利翁
卡斯特里利翁，是西班牙阿斯图里亚斯的一个市镇。总面积55平方公里，总人口22501人（2001年），人口密度409人/平方公里。